# Cosmoscarta nigra
Cosmoscarta nigra är en insektsart som beskrevs av Atkinson 1889. Cosmoscarta nigra ingår i släktet Cosmoscarta och familjen spottstritar. Inga underarter finns listade i Catalogue of Life.